# Elvira Andrés
Elvira Andrés Huerta (24 de diciembre de 1958) es una bailarina y coreógrafa española.

## Biografía
Se inició en el baile en la adolescencia, siendo seleccionada para formar parte del recién creado Ballet Nacional de España, con 20 años y bajo la dirección de Antonio Gades. Cofundó el Ballet Español de Madrid y perteneció a la compañía montada por Gades hasta su disolución. En 2001 fue elegida directora del Ballet Nacional de España en sustitución de Aída Gómez, puesto que ocupó hasta 2004.
Muy influenciada por Antonio Gades, con quien colaboró en el montaje de su obra Fuenteovejuna y Bodas de Sangre, participó en la película homónima dirigida por Carlos Saura en 1981. Ha sido reconocida como una coreógrafa y bailarina de talla internacional.